# Ну, погоди! (выпуск 3)
Ну, погоди! (выпуск 3) — третий мультипликационный фильм из серии «Ну, погоди!».

## Сюжет
На загородной дороге Волк-мотоциклист пытается догнать Зайца-велосипедиста, однако в итоге он гонится за своим транспортом, садится на него задом-наперёд и врезается в железнодорожный шлагбаум.
Волк продолжает попытки догнать Зайца, но попадает лишь в комичные ситуации: получает укус от щуки из автоцистерны с живой рыбой, едет на разваливающемся гоночном автомобиле, сбивается крюком подъёмного крана с бочек, падает с велосипеда, носит на себе трубу и в итоге убегает от несущегося на него катка.

## Создатели
| Авторы сценария           | Феликс Камов, Александр Курляндский, Аркадий Хайт                                                          |
| Режиссёр                  | Вячеслав Котёночкин                                                                                        |
| Художник-постановщик      | Светозар Русаков                                                                                           |
| Оператор                  | Елена Петрова                                                                                              |
| Звукооператор             | Георгий Мартынюк                                                                                           |
| Музыкальное оформление    | Геннадий Крылов                                                                                            |
| Художники-мультипликаторы | Юрий Бутырин, Валерий Угаров, Фёдор Елдинов, Сергей Дёжкин, Виктор Лихачёв, Виктор Арсентьев, Олег Комаров |
| Роли озвучивали           | Анатолий Папанов — Волк, Клара Румянова — Заяц                                                             |

## Музыка
- «Выход гладиаторов» («Einzug der Gladiatoren») (Юлиус Фучик);
- Инструментальный ансамбль Ленинградского радио и телевидения. Художественный руководитель Виктор Игнатьев — «Карусель» (Александр Козловский, автор обработки Виктор Игнатьев);
- Zentrales Orchester der Nationalen Volksarmee — «Steppenreiter»;
- Концертный эстрадный оркестр Всесоюзного радио и телевидения. Солисты: Константин Бахолдин (тромбон), Константин Носов (труба). Художественный руководитель и дирижёр Вадим Людвиковский — «Скороходы» (Константин Бахолдин);
- «Musikshow-Charleston» из оперетты «In Frisco ist der Teufel los» (Гвидо Мазанец);
- «My Little Suede Shoes» (Чарли Паркер);
- Hans-Joachim Graswurm und Heinz Becker, Trompete. Orchester Günter Gollasch — «Kalinka» (Foxtrott) (russ. Volksweise, mus. Neuf. Dannenberg).

В эпизоде с титрами звучит неизменная музыкальная композиция «Водные лыжи» Тамаша Деака в исполнении вокального ансамбля «Гармония» и инструментального ансамбля «Деак».